# Liga Premier de Kazajistán 2022
La Liga Premier 2022 fue la 31.ª temporada de la Liga Premier de Kazajistán. La temporada comenzó el 5 de marzo y terminó el 6 de noviembre. El Tobol fue el campeón defensor.

## Formato
Los catorce equipos participantes jugaron entre sí todos contra todos dos veces totalizando 26 partidos cada uno, al término de la fecha 26 el primer clasificado se coronó campeón y clasificó a la primera ronda de la Liga de Campeones 2023-24, mientras que el segundo y el tercer clasificado obtuvieron un cupo para la Liga Europa Conferencia 2023-24 (el segundo para la segunda ronda previa y el tercero para la primera). Por otro lado los dos últimos clasificados descendieron la Primera División de Kazajistán 2023.
Un tercer cupo para la segunda ronda de la Liga Europa Conferencia 2023-24 fue asignado al campeón de la Copa de Kazajistán.

## Ascensos y descensos
| Pos. | Descendidos de la Liga Premier 2021 |
| ---- | ----------------------------------- |
| 13.º | Kaisar                              |
| 14.º | Zhetysu                             |

| Pos. | Ascendidos de la Primera División de Kazajistán 2021 |
| ---- | ---------------------------------------------------- |
| 1.º  | Aksu                                                 |
| 2.º  | Maktaaral                                            |

## Equipos participantes
| Club          | Ciudad     | Estadio                        | Capacidad |
| ------------- | ---------- | ------------------------------ | --------- |
| FC Aksu       | Pavlodar   | Estadio Central Aksu           | 11.828    |
| FC Aktobe     | Aktobe     | Aktobe Central Stadium         | 13.200    |
| FC Akzhayik   | Oral       | Petr Atoyan Stadium            | 8.320     |
| FK Astaná     | Nur-sultán | Astana Arena                   | 30.000    |
| FC Atyrau     | Atyrau     | Munaishy Stadium               | 8.690     |
| FC Caspiy     | Aktau      | Zhastar Stadium                | 5.000     |
| FC Kairat     | Almaty     | Estadio Central Almaty         | 25.057    |
| Kyzyl-Zhar SK | Petropavl  | Karasai Stadium                | 11.000    |
| FC Maktaaral  | Makhtaaral | Alpamys Arena                  | 4.229     |
| FC Ordabasy   | Shymkent   | Estadio Kazhymukan Munaitpasov | 20.000    |
| FC Shakhter   | Karaganda  | Estadio Shahter                | 20.000    |
| FC Taraz      | Taraz      | Ortalıq Stadion                | 11.525    |
| FC Tobol      | Kostanái   | Estadio Central de Kostanay    | 10.500    |
| FC Turan      | Turkestan  | Turkistan Arena                | 7.000     |

## Tabla de posiciones
| Pos. | Equipo             | Pts. | PJ | G  | E  | P  | GF | GC | Dif. | Clasificación 2023-24                    |
| ---- | ------------------ | ---- | -- | -- | -- | -- | -- | -- | ---- | ---------------------------------------- |
| 1    | Astaná (C)         | 53   | 26 | 16 | 5  | 5  | 65 | 24 | +41  | Primera ronda de la Liga de Campeones    |
| 2    | Aktobe             | 52   | 26 | 16 | 4  | 6  | 43 | 28 | +15  | Segunda ronda de Liga Europa Conferencia |
| 3    | Tobol              | 47   | 26 | 14 | 5  | 7  | 46 | 33 | +13  | Primera ronda de Liga Europa Conferencia |
| 4    | Kairat             | 42   | 26 | 12 | 6  | 8  | 34 | 36 | −2   |                                          |
| 5    | Ordabasy           | 38   | 26 | 11 | 5  | 10 | 36 | 39 | −3   | Segunda ronda de Liga Europa Conferencia |
| 6    | Aksu               | 36   | 26 | 11 | 3  | 12 | 35 | 37 | −2   |                                          |
| 7    | Shakhter Karagandá | 32   | 26 | 9  | 5  | 12 | 34 | 35 | −1   |                                          |
| 8    | Maktaaral          | 31   | 26 | 8  | 7  | 11 | 28 | 38 | −10  |                                          |
| 9    | Caspiy             | 31   | 26 | 9  | 4  | 13 | 26 | 42 | −16  |                                          |
| 10   | Kyzyl-Zhar         | 30   | 26 | 7  | 9  | 10 | 33 | 32 | +1   |                                          |
| 11   | Atyrau             | 29   | 26 | 7  | 8  | 11 | 30 | 39 | −9   |                                          |
| 12   | Taraz (D)          | 28   | 26 | 6  | 10 | 10 | 27 | 29 | −2   | Descenso a Primera División 2023         |
| 13   | Turan (D)          | 28   | 26 | 6  | 10 | 10 | 25 | 35 | −10  | Descenso a Primera División 2023         |
| 14   | Akzhayik (D)       | 25   | 26 | 6  | 7  | 13 | 19 | 31 | −12  | Descenso a Primera División 2023         |

 Fuente: PFLK
Notas:
1. ↑  Ordabasy clasificó a la Liga Europa Conferencia como campeón de la Copa de Kazajistán 2022.

## Goleadores
| Pos. | Jugador                    | Equipo             | Goles |
| ---- | -------------------------- | ------------------ | ----- |
| 1    | Pedro Eugénio              | Astaná             | 18    |
| 2    | Marin Tomasov              | Astaná             | 15    |
| 3    | Andrija Filipović          | Atyrau             | 13    |
| 4    | João Paulo da Silva Araújo | Kairat             | 11    |
| 5    | Amat Aimbetov              | Astaná             | 9     |
| 5    | Timur Dosmagambetov        | Shakhter Karagandá | 9     |
| 5    | Igor Sergeev               | Tobol              | 9     |